# 南正人
南 正人（みなみ まさと、1944年3月3日 - 2021年1月7日）は、日本のフォークシンガー。レゲエ、ロック歌手。
東京都杉並区出身。東京外国語大学外国語学部スペイン語学科卒業。死去当日までライブツアーを行っており、ライブ中に逝去した。

## 人物・来歴
1960年代後半、東京外国語大学外国語学部スペイン語学科在籍中、休学届けを出し、少年の頃からの夢を実現すべく、太平洋を船で渡り、アメリカ、メキシコ、ヨーロッパ各地を丸2年間放浪。帰国後、大学を卒業するものの就職せず、都内のバーで弾き語りのアルバイトをする。ベトナム戦争という時代背景のもと、反戦集会などで自作のメッセージソングを歌い始める。高田渡、遠藤賢司、真崎義博らと日本語フォーク・ソングのチーム「アゴラ」に参加し、東京を拠点に活動する。
1968年、「アゴラ」の仲間と共に、京都の「第3回関西フォークキャンプ」に出演。「ジャン」、「こんなに遠くまで」などを唄う。他出演者に高石ともや、岡林信康、中川五郎、豊田勇造、中山ラビなど。
1969年、ファーストシングル『ジャン/青い面影』をRCAよりリリース。東京青山の「汽車クラブ」で弾き語りのアルバイトをしていたところを、浅川マキのプロデューサーであった寺本幸司にスカウトされて制作した記念的初シングルレコード。A面「ジャン」の作詞を手がけたのは、ロンドンのユースホステルで知り合った友人山田タツロー（ジャケットではヤマダジロウと表記）。南にとって作詞という行為は、まったく未知の領域であったが、同じ汽車クラブのカウンターで働いていた成田ヒロシという同世代の友人に刺激され、シンガーソングライターとしての生き方を決意し、都内ライブハウスにてコンサートを始める。
1970年、岐阜県で行われた「中津川フォークジャンボリー」に出演。シングル「ヨコスカブルース/赤い花」をRCAより発表。「赤い花」の詞が放送禁止、発売禁止となる。
あさってカムパニー主催〈魂のコンサート〉（出演者：遠藤賢司、藤原豊、長谷川きよし、南正人、シモン・サイ、ブレッド&バター 他）
あさってカムパニーは南正人と成田ヒロシたちが、その活動基地としてつくったもので、南たちは孤立無援ながらも、フォークブームの向こう側に見える時代に照準を合わせ、実弾を発射することと同じ重さを引き受けて、このような自主企画をしていた。歌う場を自らでつくるより他なかったのだ。
1971年、東京都の区部を脱出し、多摩地域の八王子山中で暮らす。自宅の古民家でレコーディングしたファーストアルバム『回帰線』（RCA）を発表（泉谷しげるに影響を与える。細野晴臣、水谷孝をバックに迎えている。）
1972年　8月長男誕生。
1973年、ベルウッドから、アルバム『南正人』を発表。シングル「上海帰り」もリリース。
1975年、フィリップスから、アルバム『南正人LIVE』を発表。
1977年、キングレコードから、アルバム『希望峰』を発表。
1979年、日本コロムビアから、『Lady Let Me Go』を発表。
1980年、11月の薬物事件のため、音楽活動がしばらく停滞する。
1980年代、ライブ活動を中心に全国を回る。
1981年、「ONE LOVE CONCERT」（一橋大学兼松講堂／共演：憂歌団／喜多郎／白竜ほか）
1984年、音楽活動再開ロックバンド「River」結成。
1985年、「ジャパン・レゲエ・フェスティバル」出演。
レゲエはかつてのロックが持っていたつかみどころのない強烈なエネルギーが“おーい、こっちだ、こっちだ”と俺たちを呼んでいた。
1986年、全国ライブツアー、マンスリーコンサート（高円寺稲生座、吉祥寺曼荼羅）
1987年、「寿町夏祭りコンサート」に出演。ピースボート水先案内人として乗船。
1988年、8月1日〜8月8日の8日間、「NO NUKES」、「ONE LOVE」、「いのちの祭り」の中心メンバーとして祭りを開催。（マスコミから日本のウッドストックと称される）。
1989年、お互いのコンサートにゲスト出演しあう仲の浅川マキをゲストに迎え『スタート・アゲイン』（テトラ）をリリース。ジャケット写真は群馬県の樹齢千年のカヤの大木の根に素足で腰かけて撮影。撮影は『AERA』（朝日新聞社出版本部（現朝日新聞出版））の表紙の人物を撮り続けていた坂田栄一郎。
熱帯森林保護団体 –（Rainforest Foundation Japan）RFJ発足のサポート。
12月3日、全労済ホールにて「南正人20周年記念コンサート」開催。
1990年、全国ライブハウスツアーマンスリーコンサート
「アパルトヘイト否！国際美術展コンサート」（杉並）「丸木美術館支援コンサート」（北浦和）長谷川行進「かっぽれdeかっぽれ」コンサート「アースデイコンサート」（夢の島公園）「地球人学校コンサート」（和歌山）森の音楽祭（渋川）「風土記の丘コンサート」（山梨）「地球回帰の祭り」（福島獏原人村）「みどりの祭り」（熊本）「大山いのちの祭り」（鳥取）熱帯林週間アピール街頭パフォーマンス（渋谷）ネルソン・マンデラ歓迎集会（日比谷野外音楽堂）
1991年、タイ北部山岳地帯を約2ヶ月回る。
1992年、全国ライブハウスツアー、コンサートあわせて200か所を回る。
1993年、自叙伝『風のように自由に旅するヒッピー人生』（JICC出版局（現宝島社））を出版。
1995年、『恋心』（ペルメージ・レコード）をリリース。タイ・チェンマイで出会ったタイ人ロックアーティストトゥックを日本に招待。九州を皮切りに広島、神戸、京都、新潟、佐渡、東京全7か所にてライブ。
1996年、全国ライブハウスツアー。
1997年、「ジュビリー・ジャム」（タイ）
1999年、『馬尾馬尾 Mao Mao』（テトラ）をリリース。芝居に初出演。
2000年、『人生の楽屋裏』（キャプテン・トリップ・レコーズ）をリリース。
2001年、全国ライブハウスツアー
2002年、日タイ交流コンサート、全国ライブハウスツアー
2003年、『SONGS〜歌たちよ〜』（ペルメージ・レコード）をリリース。
2004年、『Live on The Road 80s』（LA VIDA MUSIC COLLECTION）をリリース。九州にて還暦祝い第一回「ナミさん祭り」開始。
2005年、書籍『KEEP ON! Minami Masato』（マガジン・ファイブ）を出版。
2006年、『風来坊の唄』（LA VIDA MUSIC COLLECTION）をリリース。書籍『国境の南』（マガジンファイブ）を出版。
2007年、DVD『'88 いのちの祭り』（テトラ）を再発売。
2008年、バンド「みどり組」結成（元Big Frogのton（ドラム）、 shimi（ベース） と元アナコンダの孝介（ギター） と南正人が合体）。バンド活動も含め、引き続き、ギター片手に全国各地400箇所以上を回る。
2009年全国ライブハウスツアー120か所ほど回る。「みどり組」解散。
2010年2月、「第1回シャンバラ祭り」（タイ・チェンダオ）ほか全国ライブツアー100か所ほどを回る。
2011年2月、「第2回シャンバラ祭り」5月、「虹の岬祭り｣7月、「風の祭り」9月、「山水人祭り」10月、「平和の祈り」（仙台）12月、「なみさん祭り」
東北大震災発生時はタイに居たため帰国時に食糧（パン）をたくさん持ってきて周りから喜ばれる。以後、チャリティーコンサートなどで定期的に東北に向かう。
2012年、「第3回シャンバラ祭り」、「いのちの祭り2012ーNO NUKES ONE LOVEー@ふもとっぱら」、全国ライブツアー
2013年、「第4回シャンバラ祭り」、全国ライブツアー
2014年、「第5回シャンバラ祭り」、全国ライブツアー
2015年、「第6回シャンバラ祭り」、全国ライブツアー
2016年、「第7回シャンバラ祭り」、全国ライブツアー
2017年、「第8回シャンバラ祭り」、全国ライブツアー、73歳、「NAMI'S DAY」原宿クロコダイルにて7月1日〜7月3日開催。
2018年、「第9回シャンバラ祭り」（10日間　参加者のべ3,500人、63カ国籍）、全国ライブツアー
2019年、「第10回シャンバラ祭り」、全国ライブツアー
2020年、「第11回シャンバラ祭り」、タイから帰国後コロナ禍のためライブ活動が中止や延期などライブツアーも激減し、時間を有効に使って自身の過去のライブ音源も含めた『南正人自選集』を発表する。vol.1〜vol.12の大作（2021年3月3日現在vol.1〜3までリリース）
2021年1月7日、横浜サムズアップでライブ中に意識を失った。ギターの弦が切れたことを仲間に指摘され、椅子から立ち上がり、弦を替えるか他の人にギターを借りようとしていたとき、ステージ上で倒れこんだ。救急搬送された病院で家族立会いのもと、解離性大動脈瘤での死亡が確認された。76歳没。
南は、テレビ東京系のバラエティ番組「家、ついて行ってイイですか?」に生前取材を受けており、自宅を公開していた。その映像は、最後のライブ映像とともに番組で2021年3月10日に放送された。スタジオゲストは、南とは旧知の友人である泉谷しげると玉井詩織。撮影スタッフはディレクターの渕聡、ライブ映像を撮影していたのは沖内辰郎。

## イベント・Festival
南正人直筆の英文による
1988年いのちの祭り/1998年タイのジュビリージャム/2010年シャンバラ祭り/についての紹介文

## 作品一覧

### アルバム
- 回帰線（1971年、RCA/1982年、RVC (LP)、1994年、BMGビクター (CD)）1999年BMGファンハウス(CD)※紙ジャケット仕様CDが2004年に再発売された。

1. TRAIN BLUE
2. 夜をくぐり抜けるまで
3. こんなに遠くまで
4. 海と男と女のブルース
5. It Can't Be Over
6. 愛の絆
7. 青い面影
8. 悲しみ忘れた悲しさ
9. 果てしない流れに咲く胸いっぱいの愛

【参加ミュージシャン】
南正人（Vo,Gr)/石川鷹彦(Gr,Organ)/細野晴臣(B)/安田弘美(G,Harmonica)/林立夫(Dr)/田中正子(P)/後藤次利(G)/水谷孝(G)/吉野金次(Mix)
- セカンドアルバム『南正人ファースト』（1973年、ベルウッドレコード (LP)、1987年、キングレコード (CD)）※紙ジャケット仕様CDが2004年に再発売された。

1. いやな雨
2. 午前4時
3. 紫陽花
4. A WEEK
5. 愛のふきだまり
6. ブギ
7. 五月の雨
8. 家へ帰ろう
9. LAZY BLUE

【参加ミュージシャン】
南正人(Vo,G)キャラメルママ〜
細野晴臣(B)/鈴木茂(G)/林立夫(Dr)/松任谷正隆(Key)/吉野金次(Mixer)
- 『南正人ライブ1975.10.7MANDA-RA』（1975年、フィリップス (LP)、1988年、徳間ジャパン (CD)）

1. THIS TRAIN Ⅰ
2. SUMMER'S ALMOST GONE
3. さすらい
4. LLORONA
5. ジャン
6. 銀の糸
7. HONKY TONKY BLUES
8. LOVE SICK BLUES
9. THIS TRAIN Ⅱ

【参加ミュージシャン】
南正人(Vo,12G,AG,CG)/山木幸三郎(Arr,EG)/鷹野潔(P)/四方田勇夫(Dr)/福島靖(WB)/古田勘一(G)/鈴木義博(Engineer)/田村仁(photography)/寺本幸司/成田ヒロシ(Producer)
- 『希望峰』（1977年、キングレコード (LP)、1982年、キングレコード (CD)）

1. 上海帰り
2. IF YOU EVER
3. バラのつぶやき
4. 希望峰
5. メケ・ママル
6. EVERY DAY
7. オー・エンジェル
8. 泣きぬれて
9. お気に召すまま
10. 朝の雨

【参加ミュージシャン】
南正人(Vo,G)/古田勘一(G)/田中章弘(B)/上原裕(Dr,Per)/ペッカー(Per)/森村献(P)/有田武生(G)/小島康夫(Violin)/エド、岩沢幸矢、岩沢二弓(Cho)/多田賢一(B.Sax)/片岡輝彦(Trombone)/武田和三(Trumpet)/森マモル(T.Sax,S.Sax)/中島政雄(Clarinet)/多グループ(Strings)/コーポレーション・スリー(Cho)
- Lady Let Me Go（1979年、日本コロムビア） - LP

1. 裸の心
2. 青春の三叉路
3. It Can't Be Over
4. Lady Let Me Go
5. はぐれ者
6. Sugar
7. Baby Where Are You?!
8. River

- Start Again スタートアゲイン（1989年、テトラ）

1. スタートアゲイン
2. 今夜はオーライ
3. アジア
4. ローリングストーン
5. Do You Love Me?
6. バーニングファイア
7. 喜望峰
8. さすらい

- 恋心（1995年、ペルメージ・レコード）

1. 蝉とブルース
2. DAY BY DAY
3. 蟻ん子
4. 恋心
5. 風たちは今
6. ゴスペル・ボーイ
7. 愛を信じて
8. ローン・ゴーン・ジョン
9. 人は独りで

- 馬尾馬尾 (mao-mao)（1999年、テトラ）

1. 街の風
2. キャンセル待ち
3. 何処かで誰かが
4. レインボウ
5. 馬尾・馬尾
6. 法然さん
7. 青空と小鳥と終身刑

- 人生の楽屋裏（2000年、キャプテントリップレコーズ） - 南正人&マイペンライバンド名義

1. Rock me,baby
2. ボーダーライン
3. たばこの煙
4. 春の夜風
5. オープンyourハート
6. 星空のタオ
7. 入れば
8. 人生の楽屋裏
9. There's a man
10. 春の夜風(カラオケ)ボーナス・トラック

【参加ミュージシャン】
南正人(Vo,G)/
萩原信義(G)/
南泰人(Dr)/
須川光(Key)/
大久保晋(B)/
武田由美子(Piano,Accordion)/
もろいみちこ(Vo,Co)/
小川圭一(Sax)
- SONGS〜歌たちよ〜（2003年、ペルメージ・レコード）

1. メッセージソング
2. 心のブーメラン
3. 鏡の中
4. ガットギター
5. どっちの気持ちも
6. ON MY WAY
7. 太陽賛歌
8. 我が祈り
9. マオ・マック・マー

【参加ミュージシャン】
南正人(Vocal,Acoustic Guitar,Gut Guitar,Bass,Percussion,Harmonica)/
竹田裕美子(Piano,Keyboad)/
萩原信義(Acoustic Guitar)/
吉田達二(Bass)/
古田勘一(Acoustic Guitar)
- Live on the Road 80s（2004年、LA VIDA MUSIC COLLECTION）- 南正人＆リバー名義

1. 法然さん
2. アフリカ#1
3. LADY LET ME GO
4. SUGAR
5. 霧を抜けて
6. アフリカ#2
7. ダブントゥドゥン
8. キャンセル待ち

- 風来坊の唄（2004年、LA VIDA MUSIC COLLECTION）

1. おいらの村
2. THIS TRAIN
3. リコデラチカ
4. 春の夜風
5. 家へ帰ろう
6. 都会の孤独
7. ゴスペルボーイ
8. ボーダーライン
9. ヘイメン
10. ヨコスカブルース
11. あたしのブギウギ
12. 風来坊の唄
13. 裸の心

- 平和のラップ（2012年1月&4月TETRA）

【参加ミュージシャン】
南正人(Vo.G)/
ヨシダタツジ(B)/
ミナミヤスト(Dr)/
コマツザキ(Per)/
デムラカツアキ(Per)/
タケダユミコ(Acco)/
シバタエミ(Piano)/
テル(三味線)/
タケル
- ON THE ROAD AGAIN

南正人&OLD SPACESHIP BAND(2019 Naminabe-Records)
1. キャンセル待ち
2. ロンゴーンジョン
3. わたしのブギウギ
4. ローリングストーン
5. レインボー

【参加ミュージシャン】
南正人(Vo.G)/
南泰人(Dr)/
須川光(key.p)/
萩原信義(AG)/
八幡"PON"健造(AG)/
沖内辰郎(W.Bass)/
辻村マリナ(cho)
- 南正人　歌日記自選集

Vol.1 Vol.2 Vol.3
(2020 tabisuru 🐜 arinko Records）
自選集vol.4〜12制作準備中 （2021年現在）

### シングル
- ジャン／青い面影（1969年11月、RCA）
- ヨコスカブルース／赤い花（1970年5月、RCA）
- 五月の雨／家へ帰ろう（1973年9月、ベルウッドレコード）
- 上海帰り／川に沿って（1974年3月、ベルウッドレコード）
- あたしのブギウギ／気ままなあの娘（1975年10月、フィリップス）
- ヨコスカブルース／大森三丁目（1976年7月、フィリップス）

### 書籍
- 風のように自由に旅するヒッピー人生（1993年、JICC出版局）
- KEEP ON!（2005年、マガジンファイブ）
- 国境の南 元祖ジャパニーズ・バックパッカー1964/1966（2006年、マガジンファイブ）